# Miriam Batten
Miriam Batten (* 4. November 1964 in Dartford) ist eine ehemalige britische Ruderin. Sie gewann 2000 eine olympische Silbermedaille.
Miriam Batten belegte bei den Weltmeisterschaften 1990 den neunten Platz im Vierer ohne Steuerfrau. Ein Jahr später startete sie bei den Weltmeisterschaften 1991 in zwei Bootsklassen. Zusammen mit Fiona Freckleton gewann sie die Bronzemedaille im Zweier ohne Steuerfrau, mit dem britischen Achter belegte sie den neunten Platz. Bei den Olympischen Spielen 1992 ruderte sie mit Joanne Turvey im Zweier ohne Steuerfrau und erreichte den fünften Platz. Auch bei den Weltmeisterschaften 1993 mit einem vierten Platz und bei den Weltmeisterschaften 1994 mit einem fünften Platz erreichte sie das A-Finale im Zweier ohne Steuerfrau. Bei den Weltmeisterschaften 1995 und bei den Olympischen Spielen 1996 gewann sie mit dem britischen Achter jeweils das B-Finale und belegte den siebten Platz. 
1997 startete sie im Ruder-Weltcup im Doppelzweier und im Doppelvierer, bei den Weltmeisterschaften 1997 gewann sie zusammen mit Gillian Lindsay die Silbermedaille hinter dem deutschen Doppelzweier mit Kathrin Boron und Meike Evers. Im Jahr darauf siegten Batten und Lindsay bei den Weltmeisterschaften in Köln. 1999 erreichte der britische Doppelzweier nur den siebten Platz bei den Weltmeisterschaften. 2000 traten Miriam Batten und Gillian Lindsay zusammen mit Miriams Schwester Guin Batten und Katherine Grainger im Doppelvierer an. Bei den Olympischen Spielen in Sydney gewannen die Britinnen die Silbermedaille hinter dem deutschen Doppelvierer.